# Djibuti nos Jogos Olímpicos de Verão de 1992
O Djibuti participou dos Jogos Olímpicos de Verão de 1992 em Barcelona, Espanha.

## Resultados por evento

### Atletismo
5.000m masculino
- Moussa Awaleh Souleiman
  - Eliminatória — 14:28.77 (→ não avançou)

10.000m masculino
- Omar Daher Gadid
  - Eliminatória — 30:32.89 (→ não avançou)

Maratona masculina
- Ahmed Salah — 2:19.04 (→ 30º lugar)
- Omar Abdillahi Talan — não terminou (→ sem classificação)

### Vela
Classe Lechner Masculina
- Robleh Ali Adou
  - Classificação Final — 376.0 pontos (→ 39º lugar)